# Kurland
Kurland – miejscowość (tätort) w Szwecji, w regionie administracyjnym (län) Skania, w gminie Trelleborg.
Według danych Szwedzkiego Urzędu Statystycznego liczba ludności wyniosła: 560 (31 grudnia 2015), 607 (31 grudnia 2018) i 608 (31 grudnia 2019).